# Richard Tognetti
Richard Leo Tognetti (Canberra (Austràlia), 4 d'agost, 1965) és un destacat músic australià reconegut internacionalment com a solista de violí, intèrpret de conjunt, líder, compositor i arranjador, director d'orquestra i director artístic.
Actualment és director artístic i líder de l'"Australian Chamber Orchestra" (ACO) i director artístic del Festival Maribor de Maribor, Eslovènia.

## Període de formació
Nascut la capital d'Austràlia, Tognetti ja tocava el violí als quatre anys. Es va criar a Wollongong on va començar els seus estudis de violí amb Harold Brissenden, el violista escocès retirat William Primrose i la seva dona Hiroko, que era especialista en mètodes Suzuki. Als 11 anys va ser admès al "Sydney Conservatorium High School" i va continuar els seus estudis terciaris al "Sydney Conservatorium of Music".
La seva professora va ser Alice Waten, ella mateixa graduada al Conservatori de Moscou i antiga alumna de Valery Klimov i David Oistrakh. Mentre allà, Tognetti es va convertir en líder i solista de l'orquestra de cambra dirigida per John Painter, que va ser el director del Conservatori i més tard fundador de l'ACO. El 1980 va guanyar el "National Youth Concerto Competition" celebrat a Brisbane per la "Queensland Youth Symphony".
El 1987 Tognetti va abandonar Austràlia per fer estudis de postgrau amb Igor Ozim al Conservatori de Berna (ara conegut com la Universitat de les Arts de Berna). Durant la seva estada allà va ser membre i solista de la prestigiosa Camerata Bern, va fer actuacions en solitari amb l'Orquestra Simfònica de Berna i va ser concertista convidat de la Sinfonietta de Basilea. Finalment, al final dels seus estudis l'any 1989 va ser guardonat amb l'"Eduard Tschumi Musikpreis" com a millor intèrpret graduat d'aquell any.

## Nomenament a l'Orquestra de Cambra d'Austràlia
En tornar a Austràlia aquell mateix any, Tognetti va ser nomenat primer com a líder i després com a director artístic de l'"Australian Chamber Orchestra", un desenvolupament notable per a un músic de només 25 anys en aquell moment. El 2020 va marcar el 30è aniversari del seu lideratge de l'orquestra.
Durant aquest temps, l'ACO ha estat considerada com una de les principals orquestres de cambra del món. Recorre diverses vegades l'any per Austràlia presentant concerts a Adelaide, Brisbane, Canberra, Hobart, Melbourne, Newcastle, Perth, Sydney i Wollongong i participa regularment en diversos festivals d'art australians. Les seves visites anuals a l'estranger l'han portat al Regne Unit i Europa, Amèrica del Nord i Àsia, on s'ha escoltat a algunes de les sales de concerts més grans, com ara el Concertgebouw d'Amsterdam, el Barbican Centre i el Royal Festival Hall de Londres, el Musikverein de Viena, el Concert de Walt Disney de Los Angeles. Hall, el John F. Kennedy Center for the Performing Arts de Washington, D.C., el Carnegie Hall de la ciutat de Nova York, el Symphony Hall de Birmingham i l'Alte Oper de Frankfurt. Ha realitzat residències a Hong Kong, un lloc de tres anys a Londres com a International Associate Ensemble al Milton Court del Barbican Centre i, gràcies al paper de Tognetti com a director artístic del Maribor Festival d'Eslovènia, hi ha tingut compromisos regulars.
La reputació d'ACO s'ha afirmat als mitjans australians i internacionals. Per exemple, Vincent Plush a "The Weekend Australian" va dir: "L'Orquestra de Cambra d'Austràlia és uniformement de gran octanatge, atractiu i mai normal", Jeremy Eichler del New York Times va assenyalar "un joc virtuós i una espontaneïtat estimulant que semblava flueix del lideratge carismàtic del senyor Tognetti", Anne Midgette del Washington Post va descriure l'orquestra com "l'energia i l'ambient d'una banda de rock amb la capacitat d'un grup de cambra clàssica de crack", Mark Swed del Los Angeles Times, va dir: "Aquesta banda en calent està molt endarrerida per a un contracte discogràfic important i un tractament estrella", Andrew Clements de The Guardian del Regne Unit va declarar: "Si avui hi ha una orquestra de cambra millor al món, no ho he sentit.", i The Times de Londres van elogiar una de les seves aparicions allà dient: "Aquesta ha de ser la millor orquestra de cambra del món".

## Tognetti com a intèrpret, compositor i arranjador
El mateix Tognetti és un violinista extremadament versàtil amb un repertori que abasta tots els períodes des del Barroc en endavant. Tal com suggereix el seu ràpid progrés professional, Tognetti és molt considerat com a solista amb les opinions de molts expressades en una ressenya de The Telegraph del Regne Unit: "És un dels violinistes més característics, incisius i apassionats que s'escolten avui".
Tognetti utilitza una sèrie de violins segons les necessitats, més freqüentment el violí Guarneri del Gesù de 1743 que té en préstec prolongat d'un propietari anònim. Altres inclouen instruments d'època, moderns i elèctrics. Per exemple, l'any 1999 ell i el músic de rock australià Iva Davies van co escriure durant una emissió internacional del mil·lenni una obra anomenada The Ghost of Time per a violí i orquestra elèctrics i la va interpretar amb l'Orquestra Simfònica de Sydney el 31 de desembre d'aquell any.
Altres obres de Tognetti inclouen The Red Tree per a cor infantil, orquestra de cambra i imatges projectades, escrites conjuntament amb el compositor australià Michael Yezerski i inspirades en el llibre il·lustrat del mateix nom de Shaun Tan, música per a la pel·lícula de Peter Weir Master and Commander: The Far Side of the World va escriure conjuntament amb Iva Davies i Christopher Gordon, i la seva música es va integrar amb la d'altres compositors en els seus documentals com Musica Surfica, The Reef, The Glide, The Crowd i Mountain. Musica Surfica, la seva pel·lícula sobre la música i la seva afició al surf, va guanyar premi a la millor pel·lícula al "New York Surf Film Festival" de 2008.
Com a arranjador, Tognetti ha creat repertori per a molts conjunts diferents, inclòs ACO, que han interpretat i gravat aquestes obres. Els compositors han inclòs Janáček (Quartet de corda núm. 1 'Kreutzer Sonata'), Szymanowski (Quartet de corda núm. 2, Op 56), Haas (Quartet de corda núm. 2, Op. 7 'From the Monkey Mountains'), Paganini (el propi treball de Tognetti Caprice). sobre Capricis basat en dos dels Capricis originals per a violí sol), Schubert (Quartet de corda núm. 14 en re menor, D 810 'La mort i la donzella'), Beethoven (sonata per a violí núm. 9 en la major, op 47 'Kreutzer'), Grieg (Quartet de corda núm. 1 en sol menor, Op 27), Ravel (Quartet de corda en fa major) i Satie (Coses vistes a dreta i esquerra (sense ulleres).
Tognetti ha estat un col·laborador de llarga data amb el virtuós d'Oud, Joseph Tawadros, amb el seu àlbum Concerto of the Greater Sea guanyant el premi ARIA al millor àlbum de música del món als ARIA Music Awards de 2012. Al març de 2023, Tawadros i Tognetti van tornar a estar en directe amb l'ACO en el seu concert "Four Seasons" a Hamer Hall, Melbourne.
Juntament amb la seva atapeïda agenda amb ACO, Tognetti ha actuat amb altres formacions com l'Orquestra of the Age of Enlightenment, l'Acadèmia de Música Antiga, l'Orquestra Filharmònica de Luxemburg, l'Orquestra Filharmònica Eslovena, la Societat Händel i Haydn (Boston), la L'Orquestra Filharmònica de Hong Kong, la Camerata Salzburg, la Tapiola Sinfonietta, l'Orquestra de Cambra Irlandesa, l'Orquestra de Cambra Nòrdica[14] i totes les principals orquestres simfòniques australianes, especialment l'Orquestra Simfònica de Melbourne i l'Orquestra Simfònica de Tasmània amb qui ha actuat com a solista i director. També ha actuat amb diversos músics de diferents gèneres, inclosa una aparició amb l'acordionista clàssic escocès James Crabb a la cerimònia d'obertura de la Copa del Món de Rugbi 2003. Al Festival de Sydney de 2001 va debutar com a director d'òpera amb la producció d'Opera Australia de Mitridate, re di Ponto, K 87 de Mozart.

## Vida personal
Tognetti es va casar per primera vegada amb la enòlega Susie Roberts. Van tenir un fill, Leonardo, l'any 2002, i es van divorciar l'any 2005. Ara està casat amb la violinista Satu Vänskä, el subdirector de l'ACO. Té un germà, Simon Tognetti, que és professor d'arts a Wollongong, Austràlia.